# جامعة الأمم المتحدة
جامعة الأمم المتحدة (UNU) هي جناح الأمم المتحدة للدراسات الأكاديمية والبحوث، وقد تأسست عام 1973م لتحقيق مقاصد ميثاق الأمم المتحدة ومبادئه من خلال البحوث والتدريب وتعزيز الكفاءات الفردية وتقديم المشورة السياسية في الجهود المبذولة والرامية إلى إيجاد حلول للمشاكل العالمية الملحة من البقاء الإنساني والتنمية وتحقيق الرفاهة، التي هي محط اهتمام الأمم المتحدة والدول الأعضاء بها. وتعد جامعة الأمم المتحدة المؤسسة الوحيدة لهيئة الأمم المتحدة التي خولتها الجمعية العامة لمنح درجات علمية وللعمل بوصفها خلية تفكير لمنظومة الأمم المتحدة حيث تلعب دور همزة وصل بين الأمم المتحدة ومجتمعات الدراسات الأكاديمية الدولية وصنع السياسات والقطاع الخاص.
ويرأس الجامعة أ.د كونراد أوستروالدر رئيسًا أكاديميًا وإداريًا، كما يشغل أيضًا منصب وكيل الأمين العام للأمم المتحدة. وتتخذ الجامعة من طوكيو باليابان مقرًا لها، كما يوجد مقرٌ لنائب رئيس الجامعة في بون بألمانيا، ومكتب لرئيس الجامعة بمقر الأمم المتحدة بنيويورك، وبمقر منظمة الأمم المتحدة للتربية والعلم والثقافة (اليونسكو) بباريس. وتضم الجامعة أربعة عشر معهدًا وبرنامجًا في اثنتي عشرة دولة.

## الرسالة
تختص جامعة الأمم المتحدة بتوليد المعارف ونقلها وتعزيز الكفاءات الفردية والمؤسسية تحقيقًا لمقاصد ميثاق الأمم المتحدة ومبادئه. وتكمن رسالة الجامعة في المساهمة عبر البحث التعاوني، وتنمية القدرات، وخدمات التدريب وتقديم المشورة بغية حل المشكلات الدولية الملحة مثل البقاء الإنساني، والتنمية وتحقيق الرفاهة التي هي محط اهتمام الأمم المتحدة. وإضافة لذلك تقوم جامعة الأمم المتحدة بدور خلية التفكير لمنظومة الأمم المتحدة وللدول الأعضاء بهيئتها وذلك عن طريق تقديم المشورة السياسية القائمة على أساس المعرفة، كما تلعب دور همزة الوصل بين الأمم المتحدة والمجتمع الأكاديمي الدولي. وتختص الجامعة بتنفيذ برامج البحث والتدريب في مجال التنمية المستدامة بهدف مساعدة الدول النامية.

## التاريخ
أسست الجامعة عام 1973م ثم بدأت عملها في أيلول/ سبتمبر عام 1975م. وقد حث على إنشاء الجامعة يو ثانت الأمين العام الأسبق للأمم المتحدة عام 1969م. وأنشئت على مر السنين عدة معاهد تابعة للجامعة لتساعد في مبادرات الأمم المتحدة للبحوث، ولاسيما إنشاء مقر لنائب رئيس الجامعة في بون بألمانيا عام 2007م لتكون وسيلة لدعم وجود الجامعة في أوروبا.
ويختص المقر بتطوير الحلول المستدامة القائمة على المعرفة للمشكلات الدولية، ولذا، تعد الجامعة منظِمًا نشطًا لحوارات السياسات العلمية الدولية للاستدامة.
وقد تولى رئاسة جامعة الأمم المتحدة خمسة أشخاص حتى الآن وهم:
- البروفيسور كونراد أوستروالدر، الرئيس الحالي للجامعة منذ 1 أيلول/ سبتمبر 2007م
- جيمس أم. هستر - في 11 تشرين الثاني/ نوفمبر 1974
- سود جاتموكو - في 10 نيسان / أبريل 1980
- هيتوجرجولينو دي سوزا - في 30 آذار/ مارس 1987
- هانز جي. أي. فان جينكل - في 1 أيلول / سبتمبر 1997.

## الأنشطة البحثية
قامت الجمعية العامة للأمم المتحدة بتعديل ميثاق جامعة الأمم المتحدة في كانون الأول/ ديسمبر عام 2009م لتشترط «مناقشة ومنح درجات الماجستير والدكتوراه والدبلومات والألقاب الأكاديمية الأخرى تحت شروط وضعها المجلس لهذا الغرض في النظام الأساسي».
ويعد دور جامعة الأمم المتحدة هو توليد المعارف الجديدة، والتدريب، وتعزيز الكفاءات الفردية والمؤسسية، ونشر ما تصل إليه من معلومات نافعة للجمهور المناسب. وضمن نطاق هذه المجموعات المواضيعية الخمس تتولى جامعة الأمم المتحدة المهام التالية:
- البحث متعدد التخصصات عبر الثقافات (باستخدام تقنيات ابتكارية قائمة على العلم، ومنهجيات لدراسة القضايا الدولية وإيجاد حلول متطورة لها) ودراسات السياسة الموجهة طويلة المدى (بهدف تطوير الفرضيات المتعلقة بالسياسة العامة وتقييم الجدوى والمزايا النسبية لكل خيار)؛
- الدراسات العليا (البرامج المعدة للشهادات الجامعية والتدريب المتخصص المركز على المشكلات والحلول أكثر من الفروع الأكاديمية) وأنشطة تنمية القدرات (الهادفة لمساعدة الدول النامية والدول التي تشهد مراحل انتقالية لتعزيز الإمكانات المحلية لحل المشكلات ومواجهة التحديات العاجلة)؛ و
- تبادل المعرفة ونقلها (لتوصيل المعلومات ذات الصلة بأبحاث جامعة الأمم المتحدة والتقدم العلمي الراهن وأفضل الممارسات، بتوقيت مناسب وشكل يمكن أن يستخدمه من هم أحوج إليها وأقدر على الانتفاع بها).

وتأتي الموضوعات الرئيسة ذات التركيز الأكبر بالعمل الأكاديمي لجامعة الأمم المتحدة – حسب الخطة الاستراتيجية للجامعة للأعوام 2011- 2014م – ضمن نطاق خمس مجموعات مواضيعية:
1. السلام والأمن وحقوق الإنسان، وبناء السلام وحفظه، وتسوية الصراعات والأمن البشري، وتعزيز الحوار بين الحضارات والأديان والثقافات، وحقوق الإنسان والأخلاق، ومراعاة المساواة بين الجنسين.
2. التنمية البشرية والاجتماعية والاقتصادية، والحكم الرشيد، والنمو والتنمية الاقتصادية، والتخفيف من حدة الفقر وعدم المساواة، وتعزيز القدرات التعليمية، والتجارة العادلة، وعمليات التكامل والتعاون الإقليمي وعواقبها، والريادة، وحسن الإدارة وروح المبادرة في التجارة.
3. الصحة العالمية، وعدد السكان وسبل العيش المستدامة، والمياه الآمنة والصرف الصحي الآمن، والغذاء والتغذية من أجل التنمية البشرية والمجتمعية، ومكافحة مرض الإيدز، والتغيرات السكانية والهجرة.
4. التغيرات العالمية والتنمية المستدامة، والتغيرات المناخية والقدرة على التأقلم معها وتخفيفها، والصحة البيئية والتنوع الحيوي، والمخاطر الجديدة ومواطن الضعف، والاستخدام المستدام للأرض، وإدارة الزراعة والموارد الطبيعية، والاقتصاد الأخضر.
5. العلوم والتقنية، والابتكار والمجتمع، والتقنية والإبداع، ومستقبليات الطاقة المستدامة، ومستقبليات الحضر المستدامة، والتعمير والإنشاء المستدامان.

وتحدد هذه المجموعات المواضيعية في مجملها مساحة عمل البرنامج التي تقوم الجامعة بممارسة أنشطتها البحثية خلالها. ولا تؤخذ هذه المجموعات المواضيعية وما تشتمل عليه من الموضوعات ذوات التركيز الأكبر على أنها تستبعد بعضها بعضًا أو تعد إجمالًا أمرًا مُرهقًا من حيث ما تعالجه من قضايا. وتتقاطع العديد من القضايا العالمية مع حدود الموضوعات ويجب معالجتها من خلال إطار كلي متعدد الموضوعات. وتطغى بعض وجهات النظر (مثل المساواة بين الجنسين، وحقوق الإنسان، والاستدامة) جميع توجهات العمل في جامعة الأمم المتحدة.

## هيكل جامعة الأمم المتحدة
يقوم بتنفيذ العمل الأكاديمي لجامعة الأمم المتحدة منظومة عالمية من معاهد وبرامج البحث والتدريب.

### المعاهد
- معهد الدراسات المقارنة للتكامل الإقليمي التابع لجامعة الأمم المتحدة ببروج - بلجيكا: يختص معهد الدراسات المقارنة للتكامل الإقليمي التابع لجامعة الأمم المتحدة ببروج - بلجيكا بعمليات التكامل والتعاون الإقليمي ونتائجها. ويؤدي المعهد دور المورد لمنظومة الأمم المتحدة، باتصالات معينة بهيئات الأمم المتحدة التي تعمل في مجال البحث في التكامل الإقليمي، ويشارك مع المبادرات والمراكز المعنية بقضايا التكامل والتعاون حول العالم.
- معهد البيئة والأمن البشري التابع لجامعة الأمم المتحدة ببون - ألمانيا: يقوم معهد البيئة والأمن البشري التابع لجامعة الأمم المتحدة ببون – ألمانيا بتحري المشكلات وتطوير الحلول المتعلقة بالبعد بالبيئي للأمن البشري ويهدف إلى التفوق الأكاديمي في مجالين مواضيعيين واسعي الأفق: (1) تقييم أوجه الضعف وتحليل القدرة على التغلب على المشكلات، وإدارة المخاطر واستراتيجيات التكيّف في نظم البيئة الإنسانية؛ و (2) الهجرة الداخلية والخارجية بسبب عوامل الدفع البيئي.
- معهد الدراسات العليا التابع لجامعة الأمم المتحدة بيوكوهاما - اليابان: يسعى معهد الدراسات العليا التابع لجامعة الأمم المتحدة بيوكوهاما - اليابان إلى الدفع بالمعرفة قدمًا وتعزيز التعلم حتى تتمكن صناعة السياسات من مواجهة تحديات التطورات البيئية المستدامة. وتحلل برامج البحث في المعهد المشكلات البيئية المحلية والإقليمية والدولية من وجهات نظر ذاتية ومتعددة التخصص.
- المعهد الدولي للصحة العالمية التابع لجامعة الأمم المتحدة بكوالالمبور - ماليزيا: يتولى المعهد الدولي للصحة العالمية التابع لجامعة الأمم المتحدة بكوالالمبور – ماليزيا أمور البحث وتنمية القدرات ونشر المعرفة المتعلقة بالقضايا الرئيسة لصحة الإنسان. والهدف منها المساهمة في إنماء أطر سياسات الخدمات الصحية وإدارة الأعمال وتعزيزها، لاسيما لمواطني الدول النامية، وكذلك دعم الأساليب التعزيزية والوقائية لصحة الإنسان وتطبيقها.
- المعهد الدولي لتكنولوجيا البرامجيات التابع لجامعة الأمم المتحدة بماكاو - الصين: يهدف المعهد الدولي لتكنولوجيا البرامجيات التابع لجامعة الأمم المتحدة بماكاو - الصين إلى مساعدة الدول النامية في تطوير قدراتها في مجال تكنولوجيا البرامجيات والتطبيقات المستحدثة لتكنولوجيا المعلومات ومن ثـمّ، تأتي قدرتهم على المشاركة بالتطور السريع لتكنولوجيا الاتصالات والمعلومات والانتفاع به.
- معهد الموارد الطبيعية في أفريقيا التابع لجامعة الأمم المتحدة بأكرا – غانا: يقوم معهد الموارد الطبيعية في إفريقيا التابع لجامعة الأمم المتحدة بأكرا – غانا بدعم تنمية القدرات الإفريقية عن طريق تقوية المؤسسات القومية لتعزيز الاستخدام المستدام للمصادر الطبيعية للقارة من أجل التنمية، والهدف هو مساعدة العلماء والخبراء الفنيين والمؤسسات لاكتساب القدرة على توليد المعرفة والتقنية، وتكييفهما، وتطبيقهما لتشجيع انتفاعٍ أكبر بالموارد الطبيعية من أجل تنمية ذاتية الاعتماد، ومن ثـمّ، الإسهام في القضاء على الفقر الريفي وتعزيز الأمن الغذائي.
- الشبكة الدولية المعنية بالمياه والبيئة والصحة التابعة لجامعة الأمم المتحدة بهاملتون – مقاطعة أونتاريو – كندا: تعمل الشبكة الدولية المعنية بالمياة والبيئة والصحة التابعة لجامعة الأمم المتحدة بهاملتون – كندا بشكل مباشر على أزمة المياه العالمية، ووظائف المعهد الثلاثة الأساسية هي: (1) مساعدة الدول النامية لتواجه الأهداف الإنمائية للألفية بتنمية القدرات؛ و (2) تيسير الزيادة والتواصل في المعرفة حول العالم لمعالجة أزمة المياه؛ و (3) تبني مناهج أفضل لإدارة شئون المياه من خلال البحوث التطبيقية المصممة لسد ثغرات السياسات الحاسمة.
- المركز المشترك بين جامعة الأمم المتحدة وجامعة ماستريخت للبحث والتدريب الاقتصاديين والاجتماعيين بشأن الابتكار والتكنولوجيا بماستريخت – هولندا: يقدم المركز المشترك بين جامعة الأمم المتحدة وجامعة ماستريخت للبحث والتدريب الاقتصاديين والاجتماعيين بشأن الابتكار والتكنولوجيا بماستريخت – هولندا رؤى حول العوامل الاجتماعية والسياسية والاقتصادية التي من شأنها أن تؤدي إلى التغيير والابتكار التقنيين. كما تعالج أبحاث المركز وبرامج التدريب التابعة له دائرة واسعة من أسئلة السياسات المتعلقة بإدارة شئون العلم والتكنولوجيا والابتكار المحلية منها والدولية، مع التركيز بصفة خاصة على خلق ونشر المعرفة، ونشرها، والوصول إليها.
- المعهد العالمي لبحوث الاقتصاد الإنمائي التابع لجامعة الأمم المتحدة بهلسنكي – فنلندا: يُجري المعهد العالمي لبحوث الاقتصاد الإنمائي التابع لجامعة الأمم المتحدة بهلسنكي – فنلندا أبحاثًا وتحليلات متعددة التخصصات بشأن التغيرات الهيكلية المؤثرة على الظروف المعيشية لأفقر سكان العالم. كما يقدم المعهد منتدى للتفاعل الاحترافي والسياسات الدفاعية التي تؤدي إلى نمو قوي ومنصف ومستدام بيئيًا، وكذلك يعزز دعم القدرات والتدريب في مجال صنع السياسات الاقتصادية والاجتماعية.
- معهد الإدارة المتكاملة لتدفق المواد والموارد التابع لجامعة الأمم المتحدة بدريسدن – ألمانيا

### البرامج
- برنامج جامعة الأمم المتحدة للتكنولوجيا الحيوية في أمريكا اللاتينية ومنطقة البحر الكريبي بكركاس – فنزويلا: يركّز برنامج جامعة الأمم المتحدة للتكنولوجيا الحيوية في أمريكا اللاتينية ومنطقة البحر الكريبي بكركاس – فنزويلا على تنمية القدرات مؤكدًا على قيمة التدريب العملي والتعليم المستمر مع تحري عدم تأثير تطبيقات التكنولوجيا الحيوية سلبًا على البيئة، وضمان احترام حقوق الإنسان والحيوان.
- برنامج الغذاء والتغذية من أجل التنمية البشرية والاجتماعية التابع لجامعة الأمم المتحدة بإثاكا - نيويورك: يختص برنامج الغذاء والتغذية من أجل التنمية البشرية والاجتماعية التابع لجامعة الأمم المتحدة بإثاكا – نيويورك بتطوير سبل العيش عن طريق خلق معارف جديدة والوصول للمعلومات المتاحة حول الغذاء والتغذية بالمؤسسات، وكذلك مساعدة متخصصي التغذية من الأفراد وممارسي العمل بالتغذية على تطبيق هذه المعرفة على مستوى القاعدة.
- برنامج جامعة الأمم المتحدة للتدريب في مجال مصايد الأسماك بركيافيك - آيسلندا: يساهم برنامج جامعة الأمم المتحدة للتدريب في مجال مصايد الأسماك في تنمية القدرات في الدول النامية نظرًا لما في مصايد الأسماك من أهمية قومية وإقليمية.
- البرنامج التدريبي في مجال الطاقة الحرارية الأرضية التابع لجامعة الأمم المتحدة بركيافيك - آيسلندا: يقوم البرنامج التدريبي في مجال الطاقة الحرارية الأرضية التابع لجامعة الأمم المتحدة بمساعدة الدول النامية التي تمتلك قدرات كامنة من الطاقة الحرارية الأرضية حتى تتمكن من إنشاء مجموعات من المتخصصين في مجال استكشاف تلك الطاقة عن طريق خلق فرص متخصصة للتدريب.
- برنامج جامعة الأمم المتحدة للتدريب على استصلاح الأراضي بركيافيك - آيسلندا: تأسس برنامج جامعة الأمم المتحدة للتدريب على استصلاح الأراضي ليساعد الدول النامية في مكافحتها تدهور الأراضي، وتآكل التربة، والاستخدام غير المستدام للأرضي وتصحرها، وكذلك ليساعد تلك الدول في محاولاتها لاستعادة الأراضي المتدهورة.